# Eva Mendes
Eva Mendes (Miami, Florida,  1974. március 5. –) kubai-amerikai színésznő. 
Színészi karrierje az 1990-es évek végén kezdődött, azóta több jelentős hollywoodi filmben is szerepelt (némelyikben még Mendez vezetéknévvel). Legismertebb alakításai a Halálosabb iramban és A randiguru című filmekben voltak.

## Fiatalkora és családja
Miamiban született, alsó középosztálybeli szülők lányaként. Szülei válását követően édesanyjával Los Angelesbe költöztek. Karrierje kezdetén nyilatkozta édesanyjáról: „nagyon sokat szenvedett hogy az életem rendben legyen”. Apja autókereskedő, anyja pedig egy általános iskola igazgatója. Két nővére és egy bátyja van. 
A Hoover középiskolába járt, a kaliforniai Glendale-ben, majd a northridge-i Kaliforniai Állami Egyetemen folytatta tanulmányait, míg félbe nem hagyta azt színészi ambíciói miatt.

## Pályafutása
Karrierje kezdetén reklámokban és videóklipekben szerepelt (ilyen volt Will Smith Miami és a Pet Shop Boys Se a vida é (That’s the Way Life Is) című videója 1996-ban, valamint az Aerosmith Hole in My Soul c. klipje 1997-ben). Látható volt szappanoperákban mint vendégszereplő és egyéb kísérőfilmekben. 
Az áttörést első nagyobb szerepe jelentette, az Oscar-díjas Kiképzés című filmben. Ez az alakítása vezetett a Túl közeli rokon, a Volt egyszer egy Mexikó és A randiguru című filmekbeli szerepéhez. A Volt egyszer egy Mexikóban nyújtott alakításáért megkapta a Teen Choice Awards díjat, mellyel a tinédzserkorú tévénézők jutalmazták. 
2007-ben szerepelt A szellemlovasban Nicolas Cage-dzsel, Az éjszaka uraiban pedig Joaquin Phoenix, Mark Wahlberg és Robert Duvall oldalán tűnt fel.

## Magánélete
Mendes egy George Gargurevich perui filmkészítővel élt hosszú távú kapcsolatban. 
2011 óta Ryan Goslinggal van együtt. Két gyermekük van: Esmeralda Amada (2014. szeptember 12. – ) és Amada Lee (2016. április 29.).

## Filmográfia

### Film
| Év   | Magyar cím                                  | Eredeti cím                                  | Szerep                 | Magyar hang        |
| ---- | ------------------------------------------- | -------------------------------------------- | ---------------------- | ------------------ |
| 1998 | A kukorica gyermekei 5. – A sikolyok földje | Children of the Corn V: Fields of Terror     | Kir                    | Rudolf Teréz       |
| 1998 | Diszkópatkányok                             | A Night at the Roxbury                       | koszorúslány           |                    |
| 1999 | Kismalac az öcsikém                         | My Brother the Pig                           | Matilda                |                    |
| 2000 | Rémségek könyve 2. – A végső vágás          | Urban Legends: Final Cut                     | Vanessa Valdeon        | Bognár Gyöngyvér   |
| 2001 | Sebhelyek                                   | Exit Wounds                                  | Trish                  | Agócs Judit        |
| 2001 | Kiképzés                                    | Training Day                                 | Sara Harris            | Németh Borbála     |
| 2001 | Kiképzés                                    | Training Day                                 | Sara Harris            | Kisfalvi Krisztina |
| 2002 | Nyeretlenek                                 | All About the Benjamins                      | Gina                   | Németh Borbála     |
| 2003 | Halálosabb iramban                          | 2 Fast 2 Furious                             | Monica Fuentes         | Kéri Kitty         |
| 2003 | Volt egyszer egy Mexikó                     | Once Upon a Time in Mexico                   | Ajedrez Barillo        | Horváth Lilla      |
| 2003 | Időzavarban                                 | Out of Time                                  | Alex Diaz-Whitlock     | Pikali Gerda       |
| 2003 | Túl közeli rokon                            | Stuck on You                                 | April                  | Bertalan Ágnes     |
| 2005 | A randiguru                                 | Hitch                                        | Sara Melas             | Bertalan Ágnes     |
| 2005 | A Wendell Baker balhé                       | The Wendell Baker Story                      | Doreen                 | Kisfalvi Krisztina |
| 2005 | Édes és keserű                              | Guilty Hearts                                | Gabriella              |                    |
| 2005 | Házasság a négyzeten                        | Trust the Man                                | Faith                  | Agócs Judit        |
| 2007 | A szellemlovas                              | Ghost Rider                                  | Roxanne Simpson        | Pikali Gerda       |
| 2007 | Felkoppintva                                | Knocked Up                                   | önmaga (cameo)         |                    |
| 2007 | Az éjszaka urai                             | We Own the Night                             | Amada Juarez           | Bertalan Ágnes     |
| 2007 | Orosz rulett élőben                         | Live!                                        | Katy                   | Kéri Kitty         |
| 2007 | Tiszta vér                                  | Cleaner                                      | Ann Norcut             | Németh Borbála     |
| 2008 | Nők                                         | The Women                                    | Crystal Allen          | Pikali Gerda       |
| 2008 | Spirit – A sikító város                     | Spirit                                       | Sand Saref             | Bertalan Ágnes     |
| 2009 | Mocskos zsaru – New Orleans utcáin          | The Bad Lieutenant: Port of Call New Orleans | Frankie Donnenfeld     | Bertalan Ágnes     |
| 2010 | Pancser Police                              | The Other Guys                               | Sheila Gamble          | Kéri Kitty         |
| 2010 | Tegnap éjjel                                | Last Night                                   | Laura                  | Pikali Gerda       |
| 2011 | Halálos iramban: Ötödik sebesség            | Fast Five                                    | Monica Fuentes (cameo) | Kéri Kitty         |
| 2012 | Így neveld az anyádat                       | Girl in Progress                             | Grace                  | Pikali Gerda       |
| 2012 |                                             | Holy Motors                                  | Kay M                  |                    |
| 2012 | Túl a fenyvesen                             | The Place Beyond the Pines                   | Romina                 | Pikali Gerda       |
| 2014 | Elveszett folyó                             | Lost River                                   | Cat                    |                    |

### Televízió
| Év   | Magyar cím                 | Eredeti cím                                                           | Szerep              | Megjegyzések                                    |
| ---- | -------------------------- | --------------------------------------------------------------------- | ------------------- | ----------------------------------------------- |
| 1998 | Vészhelyzet                | ER                                                                    | Donna               | 1 epizód                                        |
| 1998 | Mortal Kombat: Conquest    | Mortal Kombat: Conquest                                               | Hanna               | 1 epizód                                        |
| 1999 | V.I.P. – Több, mint testőr | V.I.P.                                                                | Esmeralda           | 1 epizód                                        |
| 2000 | A harc apostolai           | The Disciples                                                         | Maria Serranco      | tévéfilm                                        |
| 2012 |                            | Half the Sky: Turning Oppression into Opportunity for Women Worldwide | önmaga              | dokumentumfilm                                  |
| 2013 | Előzmények törlése         | Clear History                                                         | Jennifer            | - tévéfilm - magyar hangja: - Nemes Takách Kata |
| 2021 | Bluey                      | Bluey                                                                 | jógaoktató (hangja) | 1 epizód                                        |